# Katherine Waterston

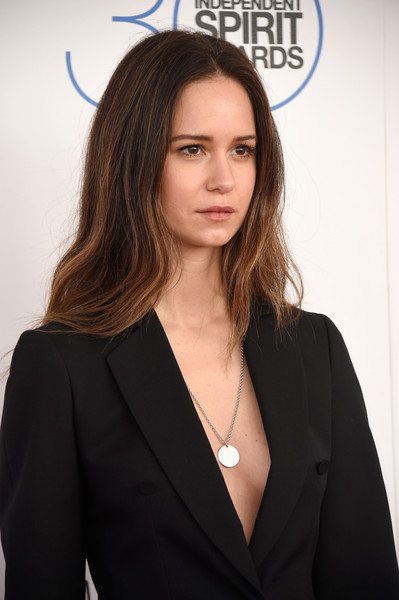
Katherine Waterston (2015)

Katherine Boyer Waterston (ur. 3 marca 1980 w Westminsterze) – brytyjsko-amerykańska aktorka filmowa, telewizyjna i teatralna. Grała m.in. w  filmach Wada ukryta (2014), Steve Jobs (2015) i Obcy: Przymierze (2017). Córka Sama Waterstona.

## Filmografia
| Rok       | Tytuł                                          | Rola                        | Uwagi              |
| --------- | ---------------------------------------------- | --------------------------- | ------------------ |
| 2006      | Orchids                                        | Beatrice                    | krótkometr.        |
| 2007      | Michael Clayton                                | Third Year                  |                    |
| 2007      | The Babysitters                                | Shirley Lyner               |                    |
| 2008      | Good Dick                                      | Katherine                   | cameo              |
| 2009      | Zdobyć Woodstock                               | Penny                       |                    |
| 2011      | Eat                                            | Claire                      | krótkometr.        |
| 2011      | Enter Nowhere                                  | Samantha                    |                    |
| 2012      | Robot & Frank                                  | Shopgirl                    |                    |
| 2012      | Być jak Flynn                                  | Sarah                       |                    |
| 2012      | The Letter                                     | Julie                       |                    |
| 2012      | Ástarsaga                                      | Solange                     | krótkometr.        |
| 2012      | The Factory                                    | Lauren                      |                    |
| 2012–2013 | Zakazane imperium                              | Emma Harrow                 | 5 odc.             |
| 2013      | Almost in Love                                 | Lulu                        |                    |
| 2013      | Night Moves                                    | Anne                        |                    |
| 2013      | Zniknięcie Eleanor Rigby: Ona                  | Charlie                     |                    |
| 2014      | Manhattan Romance                              | Carla                       |                    |
| 2014      | Glass Chin                                     | Patricia Petals O’Neal      |                    |
| 2014      | Wada ukryta                                    | Shasta Fay Hepworth         |                    |
| 2015      | Królowa Ziemi                                  | Virginia                    |                    |
| 2015      | Sypiając z innymi                              | Emma                        |                    |
| 2015      | Steve Jobs                                     | Chrisann Brennan            |                    |
| 2016      | Fantastyczne zwierzęta i jak je znaleźć        | Porpentina „Tina” Goldstein |                    |
| 2017      | Obcy: Przymierze                               | Daniels „Dany” Branson      |                    |
| 2017      | Logan Lucky                                    | Sylvia Harrison             |                    |
| 2017      | Wojna o prąd                                   | Marguerite Erskine          |                    |
| 2018      | State Like Sleep                               | Katherine                   |                    |
| 2018      | Najlepsze lata                                 | Dabney                      |                    |
| 2018      | Fantastyczne zwierzęta: Zbrodnie Grindelwalda  | Porpentina „Tina” Goldstein |                    |
| 2019      | Amundsen                                       | Bess Magids                 |                    |
| 2020      | Świat, który nadejdzie                         | Abigail                     |                    |
| 2020      | Dzień trzeci                                   | Jess                        | miniserial; 5 odc. |
| 2022      | Fantastyczne zwierzęta: Tajemnice Dumbledore’a | Porpentina „Tina” Goldstein |                    |
| 2022      | Babilon                                        | Estelle                     |                    |
| 2023      | Perry Mason                                    | Ginny Aimes                 | serial, 8 odc.     |
| 2023      | Black Flies                                    | Nancy                       |                    |
| 2023      | The End We Start From                          | O                           |                    |